# 富山県道112号北野滑川インター線
富山県道112号北野滑川インター線（とやまけんどう112ごう きたのなめりかわインターせん）は富山県滑川市内を通る一般県道である。

## 概要

### 路線データ
- 起点：富山県滑川市北野（富山県道142号栗山柳原線交点）
- 終点：富山県滑川市金屋（富山県道51号蓑輪滑川インター線交点）
- 実延長：2,482m

## 沿革
- 1995年（平成7年）4月1日 - 認定[1]

## 地理

### 通過する自治体
- 富山県滑川市

### 接続する道路
- 富山県道142号栗山柳原線（起点：滑川市北野）
- 富山県道320号古鹿熊滑川線（二塚交差点）
- 富山県道51号蓑輪滑川インター線（終点：滑川市金屋、「滑川インターチェンジ」北西）

### 周辺
- 北陸自動車道 滑川インターチェンジ
- 国道8号 魚津滑川バイパス
- YKK AP 滑川事業所